# خوشحال خان ختك
خوشحال خان ختك أو خوشحال بن شهباز (1022هـ - 1100 هـ) هو شاعر أفغاني يكتب بلغة البشتو، كان من أوائل من بدأ بالنظم بالغزل العرفاني، وهو من أهل العرفان والمتصوفة. يعود له الفضل بظهور وانتشار الشعر البشتوي بشكل واسع.
يُعتبر أحد أبطال البشتون وهو ينحدر من أكورا الواقعة في جنوب سوات، وقد سعى لتوحيد كل قبائل البشتون للتصدي لهجمات المغول في القرن السابع عشر.